# Ла-Мерсед (Колумбия)
Ла-Мерсед (исп. La Merced) — город и муниципалитет в центральной части Колумбии, на территории департамента Кальдас. Входит в состав Верхне-Западного субрегиона.

## История
Поселение, из которого позднее вырос город, было основано в 1901 году. Муниципалитет Ла-Мерсед был выделен в отдельную административную единицу 19 июля 1973 года.

## Географическое положение

Муниципалитет Ла-Мерсед

Город расположен в западной части департамента, в пределах горной местности Центральной Кордильеры, к востоку от реки Кауки, на расстоянии приблизительно 33 километров к северу от города Манисалес, административного центра департамента. Абсолютная высота — 1803 метра над уровнем моря.
Муниципалитет Ла-Мерсед граничит на севере с территорией муниципалитета Пакора, на востоке — с муниципалитетом Саламина, на юго-востоке — с муниципалитетом Арансасу, на юге — с муниципалитетом Филадельфия, на западе — с муниципалитетом Супия, на северо-западе — с муниципалитетом Мармато. Площадь муниципалитета составляет 98,1 км².

## Население
По данным Национального административного департамента статистики Колумбии, совокупная численность населения города и муниципалитета в 2024 году составляла 6293 человека.
Динамика численности населения муниципалитета по годам:
| 2005 | 2010 | 2015 | 2020 | 2021 | 2022 | 2023 | 2024 |
| ---- | ---- | ---- | ---- | ---- | ---- | ---- | ---- |
| 6752 | 6107 | 5508 | 6142 | 6186 | 6209 | 6268 | 6293 |

## Экономика
Большинство трудоспособного населения занято сельском хозяйстве.